# 九榆樹站
九榆樹站（英語：Nine Elms tube station）是倫敦地鐵在九榆樹區的地鐵站，是北線延長至巴特錫工程的一部分，2021年9月20日啟用。該站為快速發展的九榆樹區、新柯芬園市場以及美國駐英國大使館提供服務。

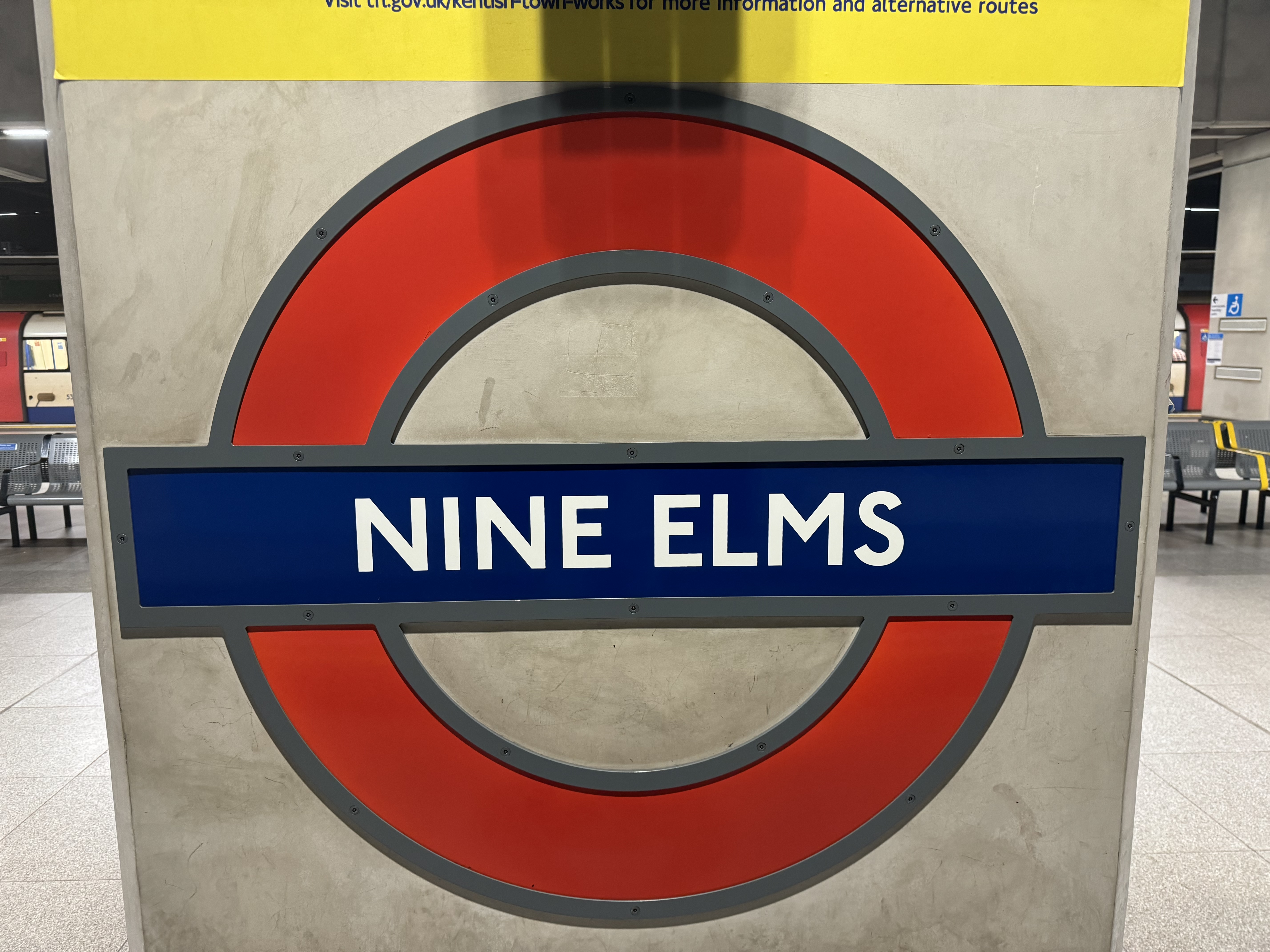
九榆樹站圓標

車站靠近原九榆樹車站舊址，該站曾是倫敦及西南鐵路的終點站。

## 服務
該站位於倫敦地鐵第一收費區，是北線的一個鐵路站，作為從肯寧頓站延伸的兩個車站之一。該延伸線繼續通往巴特西發電站的重新開發項目。

### 服務模式
- 每小時10班列車前往巴特西發電站（高峰時段每小時12班）[3]
- 每小時8班列車經查令十字前往高巴尼特（高峰時段每小時10班）[3]
- 每小時2班列車經查令十字前往磨坊山東[3]

### 轉乘
倫敦巴士全天候為該站提供服務。

## 設計
車站入口由劍邵建築公司設計，未來的上蓋項目則由阿薩爾建築負責設計。車站已預留空間，以便未來安裝月台幕門。
2019年9月，地鐵藝術宣布委託藝術家薩馬拉·斯科特（Samara Scott）在車站票務大廳安裝一件永久藝術品。在2021年9月延線開通前，當局確認該藝術品因技術原因未能安裝，未來將委託另一件藝術品在車站展出。
2023年10月，藝術家馬克·沃林格的作品《迷宮》在車站安裝，以紀念該系列藝術品十周年及倫敦地鐵160周年。

## 車站周邊空間
未來的車站上蓋開發將提供超過400套新住宅（其中40%為經濟適用房）、辦公空間、零售空間以及一個服務於車站的新公共廣場。這將使倫敦交通局能夠收回部分車站建設成本，並為倫敦交通局提供長期收入。該開發項目將由房地產開發商格蘭傑公司與倫敦交通局的房地產開發公司Places for London合資進行。
九榆樹至滑鐵盧高架橋下的一個拱門已開放為行人通道，使該地區的南北通行更加便利，同時也改善了前往大使館花園和美國大使館開發項目的通道。
一座大型森寶利超市被拆除以騰出車站建設空間。該超市於2016年重建並重新開業。新超市直接毗鄰車站。

## 歷史

### 建造
該車站於2014年11月獲得運輸大臣的最終批准，並於2015年開始建造。車站採用明挖回填的車站箱形結構方法建造，這確保了施工期間的便捷通行，並允許未來在其上方建造混合用途開發項目。
車站原計劃與延伸線的其他部分一同於2020年開放，但在2018年12月，倫敦市長簡世德宣布該項目的開放將推遲一年。

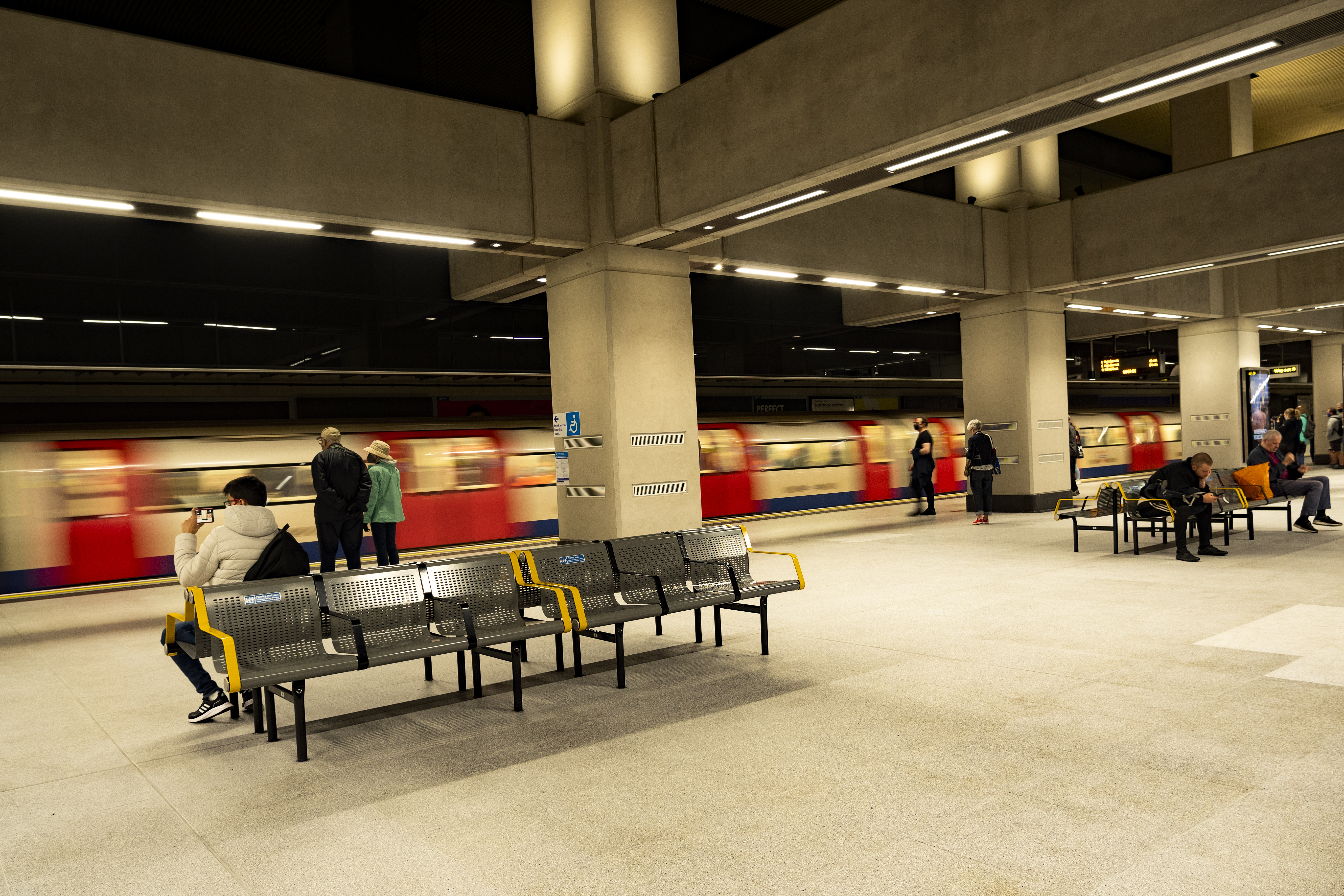
月台

截至2019年6月，主要隧道和軌道工程已完成，並首次有工程列車在延伸線上運行。到2020年2月，車站的建造已接近完成，月台、自動扶梯和倫敦地鐵圓標均已安裝完畢。

### 啟用
該站於2021年9月20日啟用。
2022年9月，倫敦交通局宣布該延線自啟用以來已超過500萬人次搭乘，其中九榆樹站平均每週有4萬人次，約為巴特西發電站站的一半。